# Хрещення

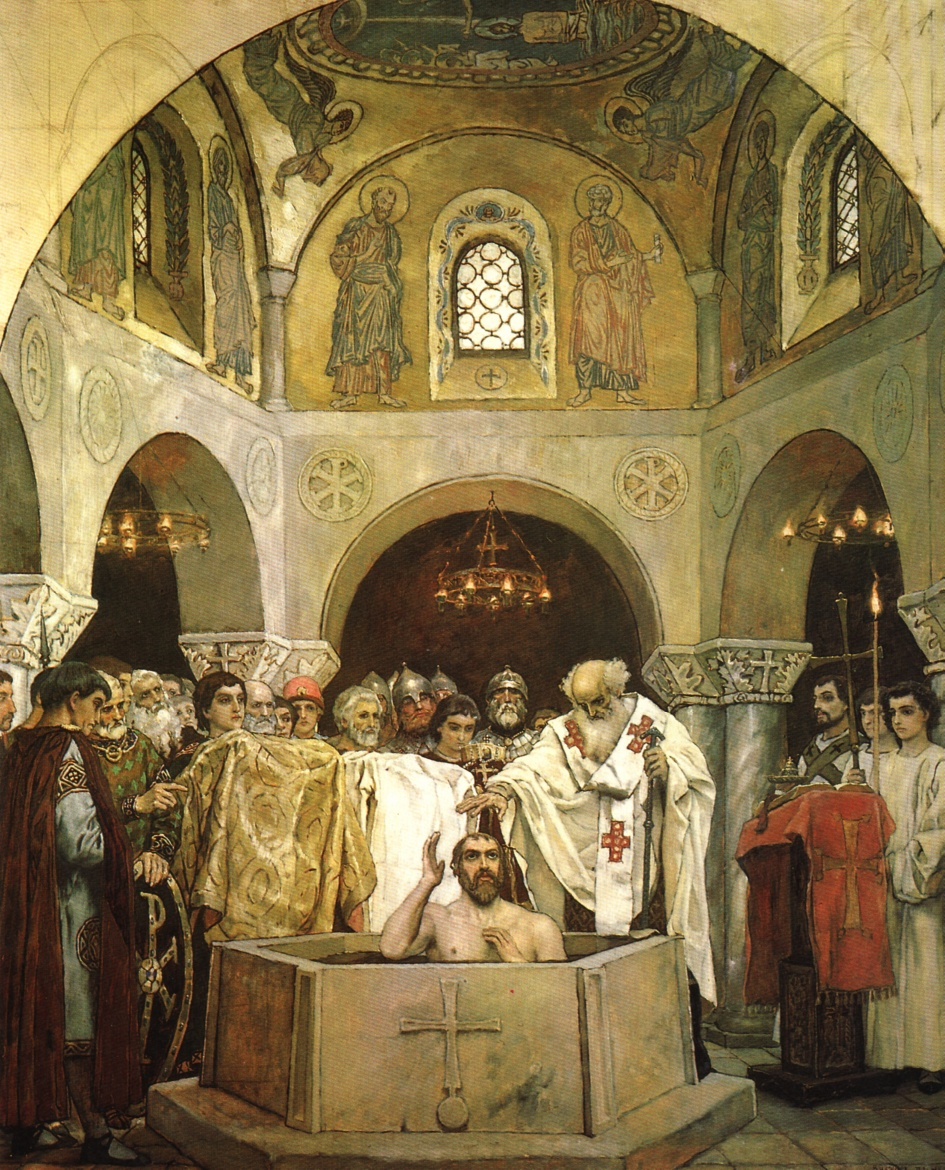
Віктор Васнецов (1848—1927): Хрещення князя Володимира

Хре́щення (від грец. βάπτισμα — «занурення у воду») — це таїнство у християнських церквах, що символізує духовне народження в церкві. Воно звершується над людьми, що вступають до Христової церкви. Про його значення Ісус Христос сказав Никодимові: «Істинно кажу тобі: хто не народиться від води й Духа, той не може ввійти в Царство Боже…» (Ів. III, 5). Сам Ісус Христос хрестився від Івана в Йордані. Кого хрестять, тричі занурюють у воду (у католиків, а довший час і в православних, замість занурювання тричі поливають водою, див. обливанці, однак протестанти хрестяться добровільно у дорослому віці, і лише після того як визнають Ісуса спасителем і пообіцяють дотримувати чисте сумління, при цьому занурюються у воду один раз занурення означає духовне умирання для гріховного життя і зняття первородного гріха Адамового. А виринання з води — духовне народження від води й Духа в нове християнське життя..
У православних хрещеник мусить бути вимитий, переодягнений в чисту одежу. До нього ставлять кума та куму, які, як духовні батьки, приймуть його від купелі хрещення і мають навчати його жити по християнському. Ставиться купіль з водою, запалюються свічки. На аналої лежать св. хрест і Євангеліє. Священник в єпітрахилі (іноді в ризі) починає ектенію за оглашенних відповідними молитвами за хрещеника і заклинанням, себто призиванням імені Божого на прогнання від хрещеника всіх диявольських підступів. Хрещеник тричі відрікається від сатани, від демонів його і від усіх діл його, тричі висловлюючи приєднання до Христа. Коли Хрестять малих дітей, то хрестять їх по вірі їх батьків та кумів, а всі потрібні слова промовляють за дитину хресні батьки.
Після того хрещеника помазують св. єлеєм на знак того, що він прикріплюється до дерева — Церкви Христової. Освячується вода і хрещеника занурюють тричі в воду. Людина після виходу з купелі стає очищеною від гріхів. На знак цього на новоохрещеного одягається чиста біла одежина, а на шию надівають хрестик на знак того, що новоохрещений вже християнин. Таїнство св. Хрещення, якщо воно виконано правильно, себто «во ім'я Отця і Сина і св. Духа» і з трьома зануреннями, не може повторюватися над тією ж людиною, бо духовне народження, як і тілесне, буває тільки раз. Тому й у Символі віри говориться: «Визнаю одне Хрещення на відпущення гріхів».

## Чин хрещення
Православна церква
Перед хрещенням требник приписує священнику читати молитву на восьмий день після народження дитини, в якій вона приймає ім'я. Настанова перед цією молитвою вказує, що ім'я повинно бути православним іменем святого або святої із святців церкви і «в жодному випадку не можна давати дитині неправославне ім'я».
Втілення хрещення починається з чину оглашення, в якому оглашенний сам, якщо дорослий, або восприємник замість немовляти звершують акт відречення від сатани та з'єднуються з Христом, читаючи Символ віри. Потім починається акт освячення води, який є уже частиною самого чину хрещення. Вода для таїнства повинна бути чистою, без будь-яких домішок. Після завершення хрещального обряду вода повинна виливатися у спеціально відведене для цього місце. Після помазання оглашенного освяченим єлеєм священник його хрестить.
Щодо звершення сакраментального акту хрещення церква твердо тримається апостольського передання і здійснює його за приписом 50 апостольського правила, яке наказує тричі занурювати у воду того, кого охрещують із промовлянням під час цього акту імені Пресвятої Троїці. Тому требник приписує священикові тримати охрещуваного обличчям на схід і тричі занурювати його у воду і при кожному зануренні послідовно промовляти ім'я кожної Особи Пресвятої Троїці, що складає формулу хрещення: «Охрещується раб Божий (ім'я) во ім'я Отця, амінь. І Сина, амінь. І Святого Духа, амінь». Порушення єпископом або священником цієї форми та формули хрещення як Господньої установи (Мф. 28, 20) карається усуненням їх від священства за канонами 49 та 50 Апостольських правил.

### Два імені при хрещенні
Православна церква не схвалює практики, коли людина використовує подвійне ім’я (наприклад Анна-Марія), або коли вона носить два різних імені – одне для церкви, інше для світського життя. З точки зору християнства це є наслідком невігластва та зловживання забобонами чи відвертим язичництвом. 

## Неповторність хрещення
За догматичним вченням церкви, правильно вділене хрещення витискає в душі того, хто прийняв хрещення незгладну печать, внаслідок чого уже не може бути повтореним, навіть коли охрещений відрікається від християнства і потім знову повертається. 47-е апостольське правило карає єпископа або священника усуненням від священства, якщо вони вдруге похрестять правильно охрещеного. Оскільки цією дією, за словами канону, вони зневажають хрест і смерть Господню, оскільки хрещення як духовне народження не може повторюватися, бо воно здійснюється на образ смерті Христової, яка відбулася лише один раз (Рим. 6, 3-5; Еф. 4, 4)72. На цій основі також правило 59 Карф. собору забороняє перехрещування осіб, які отримали правильне хрещення.
Але у випадку, коли не можна точно встановити, чи хрещена особа за відсутністю переконливих свідчень, як це часто буває з покинутими малими дітьми, які у малолітньому віці не можуть дати відповіді, церковні канони (83-є пр. Карф. соб. та 84-е пр. Трул. соб.) наказують без жодного вагання та сумніву хрестити їх, щоб вони не були позбавлені «очищення цією святинею». Ця норма хрещення у разі відсутності переконливих даних про хрещення особи вказує на те, що в стародавній церкві не було хрещення в умовній формі, яке практикується в католицькій церкві. Однак умовний додаток до хрещальної формули: «Якщо не хрещений, охрещується…» було внесено у чин хрещення у требник Петра Могили, що дало можливість поширити практику умовної форми хрещення у Київській митрополії, а потім і у Московському патріархаті.

## Думки отців церкви про хрещення
Православна Церква навчає, що хрещення необхідне всім, зокрема й немовлятам, оскільки вони підлягають первородному гріху і без хрещення не можуть отримати відпущення цього гріха. У Святому Письмі містяться вказівки, які підтверджують це вчення. Наприклад, обрізання в Старому Завіті було встановлено для немовлят як знак завіту з Богом (Бут. 17:11-12), а у Новому Завіті цю роль виконує хрещення (Кол. 2:11-12).  
Практика хрещення немовлят існувала ще за апостольських часів. Апостоли хрестили цілі сім’ї, що описано в книзі Діянь 16:14-15; 16:30-33 і немає підстав вважати, що серед них не було дітей. Собори також затвердили цю традицію: Карфагенський собор 419 року постановив відлучати тих, хто заперечує хрещення немовлят.
Зараз православна церква вчить що через віру хресних батьків на охрещуваного сходить благодать пресвятого Духа. Св. Кририл Єрусалимський котрий займався підготовкою до хрещення, вважав, що людина яка нещиро приймає хрещення не отримає його: «Якщо лицеміриш, то люди хрестять тебе тепер, а Дух Святий хрестити не буде». Марк Подвижник (5 ст.) зауважує: «Чи ж переконався ти нині, що твердо віруючим Дух Святий дається тут же по хрещенні, а невірним і по хрещенні не дається».
Симеон Новий Богослов пише: «Ті що прийняли Хрещення Твоє від дитинства і прожили все життя недостойно св. Хрещення, будуть мати осуд більший ніж нехрещені, бо оскверняють, за Твоїми словами (Євр. 10:29), Твою святу одежу», Також він писав ще таке: «Хрещені немовлятами не відчувають освячення отриманого в хрещенні, тому що таке відчуття освячення є справа розуму, а немовлята ще не досконалі розумом щоб усвідомити прийняту благодать, тому з часом вони потрішки змінюються і переходять на сторону зла і благодать святого хрещення в одних погасає і зовсім губиться, а в інших зберігається невеличка її іскра, котра потім знову спалахує, якщо звернуться до духовних наставників і покаються, приймуть оголошення (ознайомляться з християнською вірою), відтворять віру, як належить, і покладуть надію на Бога».
Св. Іван Золотоустий казав що «Ні хрещення, ні відпущення гріхів, ні відання, ні прилучення до таїнств, ні священна трапеза, ні причастя тіла, ні прилучення до крові, і ніщо інше не може принести нам ніякої користі, якщо ми не станемо вести життя чесне, суворе і чуже усякому гріху». Святий Марк Подвижник пише: якщо в тебе немає віри і згоди, то і після хрещення ти залишаєшся порожнім.